# Sex & Religion
Sex & Religion treći je studijski album američkog gitarista Stevea Vaia, objavljen pod njegovim prezimenom "Vai". Albumu značajno doprinosi budući član sastava Strapping Young Lad, pjevač Devin Townsend. Bubnjeve svira Terry Bozzio, a bas-gitaru T. M. Stevens. Sastav se poslije turneje raspada. Album ima 13 pjesama koje je producirao Steve Vai.

## Popis pjesama
1. "An Earth Dweller's Return"
2. "Here and Now"
3. "In My Dreams With You"
4. "Still My Bleeding Heart"
5. "Sex & Religion"
6. "Dirty Black Hole"
7. "Touching Tongues"
8. "State of Grace"
9. "Survive"
10. "Pig"
11. "The Road to Mt. Calvary"
12. "Down Deep into the Pain"
13. "Rescue Me or Bury Me"

## Članovi sastava
- Steve Vai — gitara, vokali
- Devin Townsend — vokali
- T.M. Stevens — bas-gitara
- Terry Bozzio — bubnjevi

## Singlovi
- Down Deep into the Pain / I Would Love To
- In My Dreams with You / Erotic Nightmares